# Хейден, Уильям
Уи́льям Джордж Хе́йден (англ. William George Hayden; 23 января 1933, Брисбен — 21 октября 2023, Квинсленд) — австралийский государственный и политический деятель, лидер Лейбористской партии с 22 декабря 1977 по 3 февраля 1983 года, министр иностранных дел Австралии с 11 марта 1983 по 17 августа 1988 года, генерал-губернатор Австралии с 16 февраля 1989 по 16 февраля 1996 года.

## Биография

### Молодость
Уильям Джордж Хейден родился в Брисбене в штате Квинсленд в Австралии. Его отец Джордж Хейден, ирландско-американский моряк родился в Окленде, штат Калифорния, в 1881 году. Дедушка Хейдена был из Корка в Ирландии, и в значительной части его подходов к социальным вопросам и политике на протяжении всей своей общественной жизни отражалась ирландская сторона его семьи.
Хайден получил образование в Государственной средней школе Брисбена, с 1953 по 1961 год служил в полиции Квинсленда. После он продолжил своё образование, получив диплом экономиста в Университете Квинсленда.
До 1970-х годов, он называл себя демократическим социалистом.

### Политическая деятельность
Стал активным членом Лейбористской партии Австралии. На федеральных выборах 1961 года он удивил почти всех, в том числе себя, выиграв место в Палате представителей от электорального округа Оксли, расположенного на юго-западе Брисбена. Он вытеснил Дона Камерона, министра здравоохранения в либеральном правительстве премьер-министра Роберта Мензиса. Победа Хейдена была частью 15 мест лейбористов, почти сбросивших правительство Мензиса.
Он стал одним из самых молодых членов палаты парламента, в 28 лет Хейден оказался прилежным парламентарием и в 1969 году он был переизбран. Когда лейбористы выигралы выборы 1972 года, и при новом премьер-министре Гофе Уитлэме, Хейден стал министром социального обеспечения, и в этом качестве ввёл пенсии матерям-одиночкам и программу «Medicare», первую систему всеобщего медицинского страхования в Австралии. 6 июня 1975 года он занял должность казначея, и продержался на ней до того как, 11 ноября 1975 года генерал-губернатор Джон Керр отправил в отставку премьера Гофа Уитлэма, а через месяц лейбористы были жестоко разбиты на выборах. Хейден остался единственным депутатом лейбористов от Квинсленда.

### Лидер оппозиции
Когда потерпели поражение на выборах 1977 года, Уитлэм ушёл в отставку с поста лидера и Хейден был избран его преемником. Его политические взгляды стали более умеренными, и он выступал за экономическую политику, охватывающую частный сектор и американский альянс. На выборах 1980 года Хейдену удалось сократить парламентское большинство либерала Малколма Фрейзера в два раза, с 48 мест до 21. Он не только вернул себе многое из того, что лейбористы потеряли на двух предыдущих выборах, но и поставил партию в пределах досягаемости победы на следующих выборах.
К 1982 году стало очевидно, что Фрейзер своим маневрированием вызвал досрочные выборы. Роберт Хоук, бывший профсоюзный лидер, избранный в парламент два года назад, начал мобилизацию своих сторонников для оспаривания лидерства Хейдена. 16 июля Хейден в партийном голосовании отстал от Хоука, но он продолжил заговор против Хейдена.
В декабре лейбористы удивили всех неспособностью выиграть довыборы в штате Виктория, проявив дальнейшее повышение сомнений относительно способности Хейдена выиграть выборы. 3 февраля 1983 года, на встрече в Брисбене, ближайшие сторонники Хейден сказали ему, что он должен уйти в отставку. Он неохотно согласился. Хоук был избран лидером на безальтернативной основе. Позже утром, не зная о событиях в Брисбене, Фрейзер в Канберре назначил досрочные выборы на 5 марта. Фрейзер был хорошо осведомлён о внутренней борьбе у лейбористов, и хотел назначить выборы до того, как партия может заменить Хейдена на Хоука. Он обнаружил, что Хайден подал в отставку всего за несколько часов до выпуска официального заявления.

### Пост министра иностранных дел
В 1983 году лейбористы выиграли выборы, и Хайден стал министром иностранных дел и торговли. В этой должности он выступал за более тесную интеграцию между Австралией и её азиатскими соседями. В 1983 году в интервью «Asiaweek» он заявил, что
Австралия меняется. Мы аномальная европейская страна в этой части мира. В Австралии уже большое и растущее азиатское население и неизбежно, на мой взгляд, что Австралия станет евразийской страной в течение следующего столетия или двух. Австралийские азиаты и европейцы будут жениться на друг на друге и получится новая раса: я думаю, что это желательно.
В 1983 году Хейден объявил о пересмотре австралийской программы иностранной помощи, известной как «Jackson Review». Основные рекомендации доклада направленные на улучшение профессионального качества программы австралийской помощи, были приняты правительством. В течение следующих нескольких лет, в различных выступлениях Хайден излагал приоритеты внешней помощи правительства.

### Пост генерал-губернатора Австралии
После победы на выборах 1987 года, Хоук предложил Хейдену пост генерал-губернатора Австралии, в утешение и в замену поста премьер-министра. Королева Елизавета II утвердила назначение Хейдена. Об уходе предыдущего генерал-губернатора Ниниана Стивена было публично объявлено в середине 1988 года, и в течение следующих месяцев Хейден ушёл из парламента и разорвал свои политические связи с Лейбористской партией. Он вступил в должность в начале 1989 года, и уже в декабре 1991 года к власти пришёл новый премьер-министр Пол Китинг. В знак уважения к службе Хейдена Австралии, обычный срок генерал-губернатора в пять лет был продлён до семи.
В начале своего срока он стал Компаньоном Ордена Австралии, чтобы выполнить роль генерал-губернатора как канцлера и главного Компаньона ордена. Однако, ранее он говорил, что никогда не будет принимать никаких наград. В 1990 году он получил почётную степень доктора юридических наук Университета Квинсленда.
Генерал-губернатор обычно является главным скаутом Австралии. Хайден отказался от этого на основании своего атеизма, несовместимого с клятвой скаута. Вместо этого он был «национальным покровителем» Ассоциации скаутов.

### Последующая жизнь

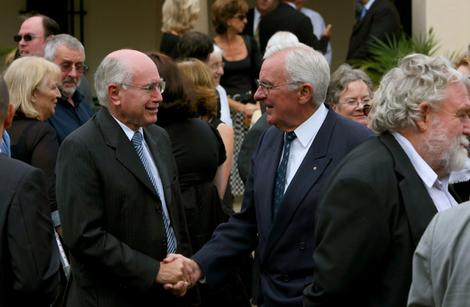
Бывший премьер-министр Джон Ховард и бывший генерал-губернатор Уильям Хейден на похоронах Макгиннесса

Хейден в своей автобиографии 1996 года пишет, что после того, как он покинул свой пост он был все ещё возмущён поведением своих соратников по партии и лично Полом Китингом за то, что он помог им сместить себя с поста лидера. К концу 1990-х годов Хейден вошёл в состав совета «Quadrant», хорошо известного австралийского ежемесячного культурного и общественного журнала. В дебатах, предшествующих референдуму 1999 года, он отверг конкретное предложение монархистов, и сказал, что он поддерживает только прямые выборы президента.
После выхода на пенсию с должности генерал-губернатора, Хейден продолжает вносить свой вклад в обсуждение государственной политики Австралии. В 1996 году он был признан австралийским гуманистом года Советом австралийского гуманистического общества. Как член совета журнала «Quadrant», он лично написал некролог на смерть редактора Падрайка Макгиннесса в 2008 году. Он также продолжал публиковать своё мнение, комментарии в других журналах и газетах Австралии о текущих социальных, экономических и политических вопросах, включая и иностранные дела.
В 2007 году на 45-й конференции отделения Лейбористской партии Австралии в штате Квинсленд, Хейден стал Пожизненным членом партии.
Скончался 21 октября 2023 года на 91-м году жизни.